# Corregidor

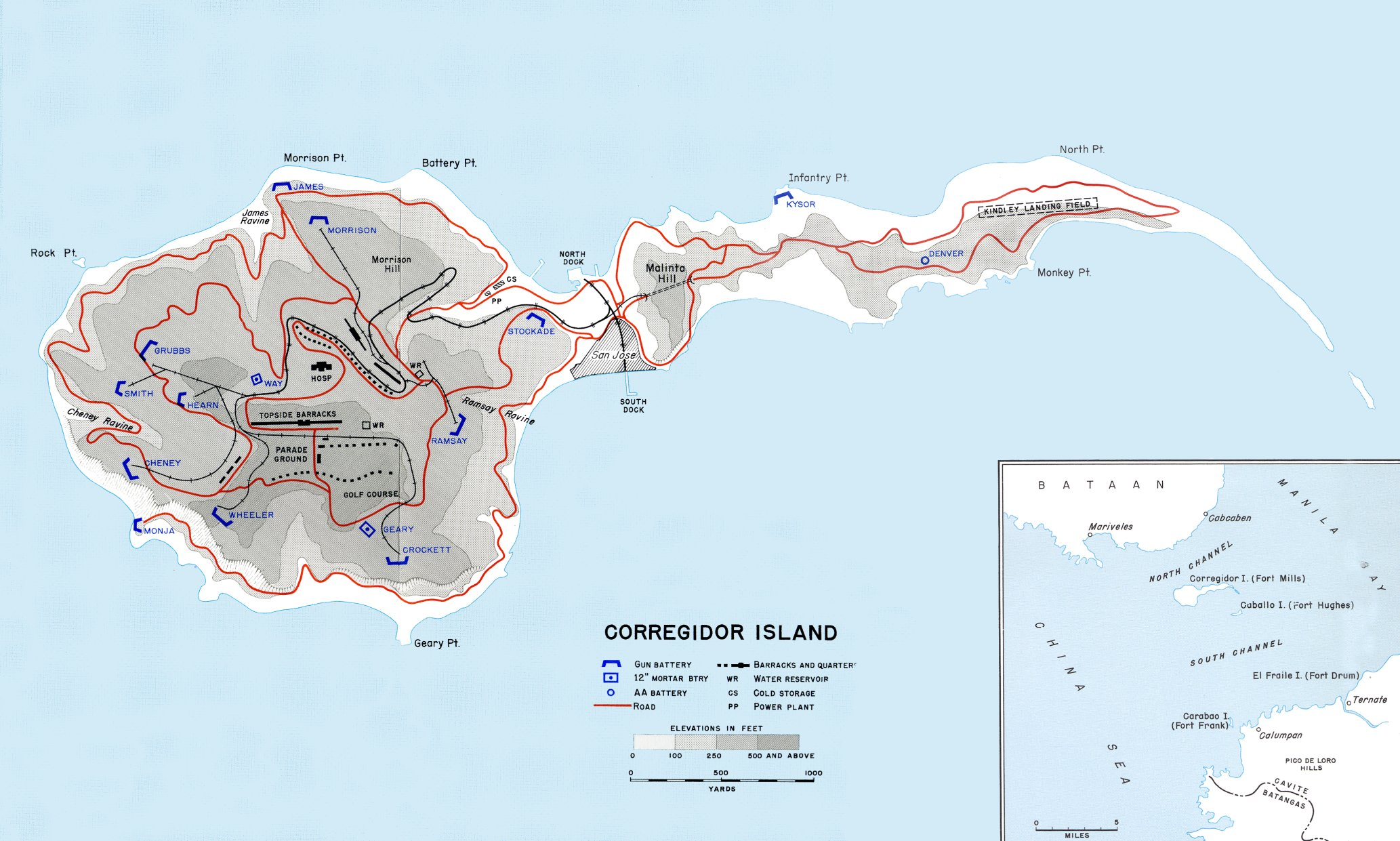
Corregidor w 1941

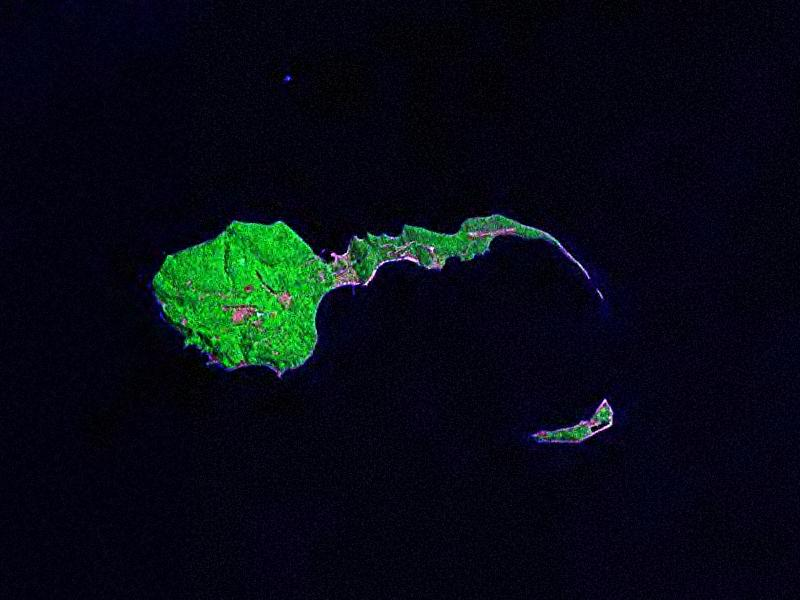
Wyspa Corregidor – zdjęcie satelitarne Landsat z 2000

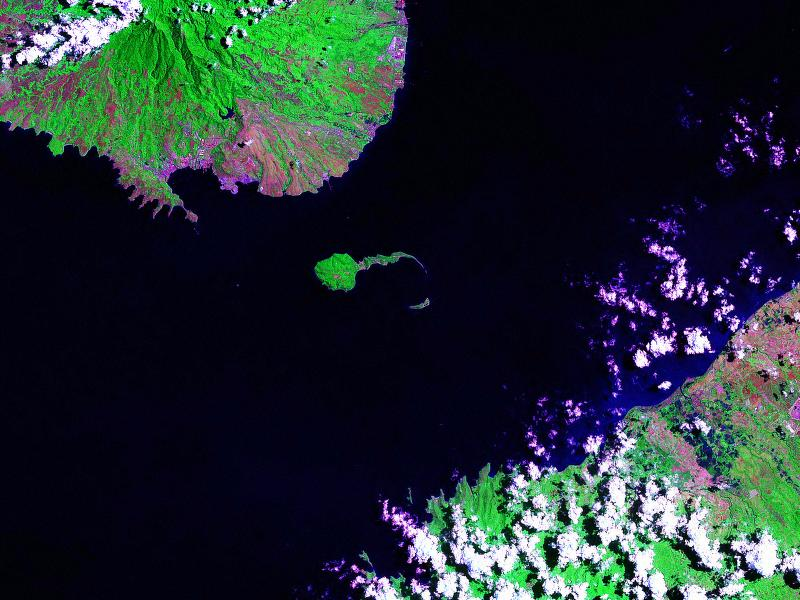
Wyspa na tle wejścia do Zatoki Manilskiej

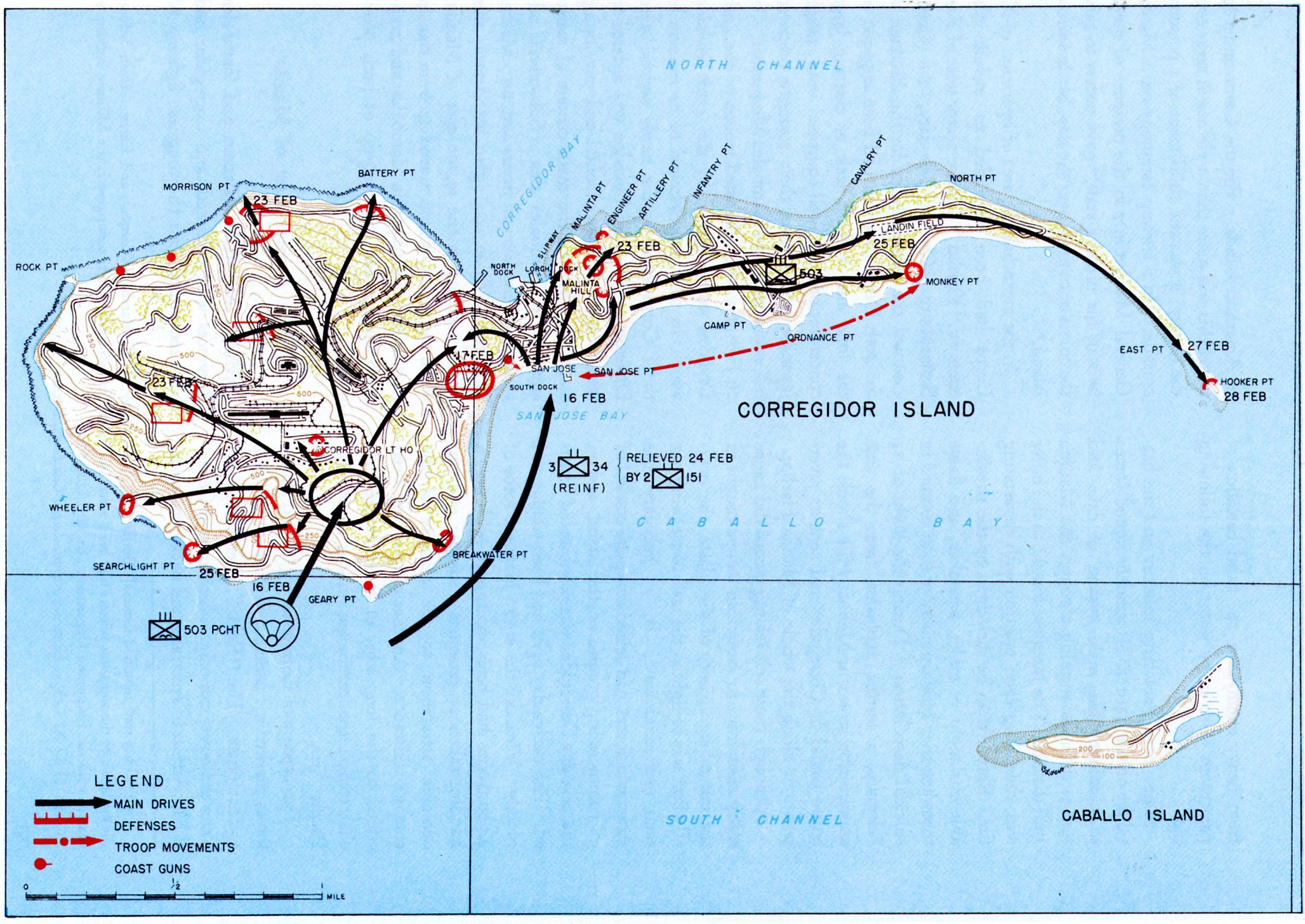
Amerykański desant na wyspę w 1945

Corregidor – mała wyspa u wejścia do Zatoki Manilskiej
na Filipinach, o powierzchni około 14 km².
Nazwa wyspy pochodzi od hiszpańskich celników, którzy sprawdzali i poprawiali stan ksiąg statków przybywających do Manili.
Po zajęciu Filipin w 1898 przez Stany Zjednoczone Amerykanie rozpoczęli budowę fortyfikacji na wyspie Corregidor i otaczających wysepkach. Zbudowano między innymi stanowiska dla baterii ciężkich dział obrony wybrzeża które miały strzec wejścia do zatoki i w ten sposób chronić stolicę Filipin Manilę i pobliskie amerykańskie instalacje wojskowe. Ponadto w latach 1922-1932 powstały podziemne instalacje zwane Malinta, które miały służyć jako magazyny, ale po ataku Pearl Harbor stały się siedzibą prezydenta Filipin Manuela Quezona i dowódców amerykańskich sił na Filipinach, Douglasa McArthura i Jonathana Wainwrighta. Należał do nich ośrodek nasłuchu radiowego US Army oraz mieszcząca się w podziemnym tunelu placówka kryptoanalityczna US Navy kryptonim Cast.
Do 1941 na wyspie Corregidor i otaczających wysepkach zainstalowano następujące działa:
Wyspa Corregidor (Fort Mills)
- 10 moździerzy 305 mm
- 8 dział 305 mm
- 2 działa 254 mm
- 2 działa 203 mm
- 24 działa 155 mm

Wysepka Caballo (Fort Hughes)
- 2 działa 356 mm
- 4 moździerze 305 mm
- 5 dział 155 mm

Wysepka El Fraile (Fort Drum)
- 4 działa 356 mm
- 4 działa 155 mm

Wysepka Carabao (Fort Frank)
- 2 działa 356 mm
- 8 moździerzy 305 mm
- 4 działa 155 mm

Japońskie siły okupacyjne zbudowały na wyspie 70 tuneli o przeznaczeniu bojowym i komunikacyjnym.
W czasie II wojny światowej wyspa była miejscem intensywnych walk. 6 maja 1942 roku, po kilkumiesięcznym oblężeniu, załoga poddała się Japończykom, tym samym kończąc zorganizowany opór Amerykanów na Filipinach. Do niewoli dostało się około 11 tys. żołnierzy i cywilów. 16 lutego 1945 roku Amerykanie przeprowadzili desant z morza i powietrza w celu odbicia wyspy. Bitwa trwała do 26 lutego, kiedy to zostały zlikwidowane ostatnie japońskie punkty oporu.